# Mejor quinteto de rookies de la NBA
El Mejor quinteto de rookies de la NBA (NBA All-Rookie Team) es una condecoración anual otorgada por la NBA en reconocimiento a los mejores rookies del año, concedida desde la temporada 1962-63. Inicialmente, esta distinción se hacía solamente con los 5 mejores rookies, pero desde la temporada 1998-99 se incluye un segundo equipo. La votación es realizada por los entrenadores de la NBA, quienes tienen prohibido votar por jugadores de sus respectivos equipos. Los jugadores reciben dos puntos por cada voto en el primer equipo y uno por cada voto en el segundo equipo. Los cinco jugadores con mayores votos totales entrar en el primer equipo de rookies de la temporada, seguido por el segundo mejor equipo con los otros cinco rookies con más votos. En caso de empate en la quinta posición de cualquiera de los dos equipos, el quinteto es expandido a seis jugadores. Los empates han ocurrido en varias ocasiones, más recientemente en 2009, cuando D.J. Augustin y Rudy Fernández empataron en votos recibidos. A diferencia de los Mejores Quintetos y los Mejores Quintetos Defensivos, no se respetan las posiciones; por ejemplo, el primer equipo tuvo cuatro aleros y un base/escolta en 2008.
Nueve miembros del mejor quinteto de rookies han ganado el Rookie del Año de la NBA y el MVP de la Temporada durante sus respectivas carreras. Wilt Chamberlain y Wes Unseld son los únicos jugadores en lograr esta proeza en la misma temporada. Veintinueve miembros del mejor quinteto de rookies han sido elegidos en el Basketball Hall of Fame, veintiocho miembros no han nacido en los Estados Unidos y 120 miembros están en activo en la NBA.

## Ganadores

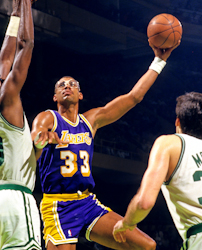
Kareem Abdul Jabbar fue elegido en el primer equipo en la temporada 69-70.

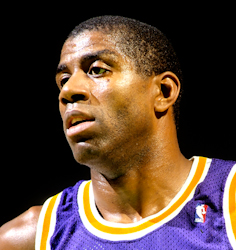
Magic Johnson fue elegido en el primer equipo en la temporada 79-80.

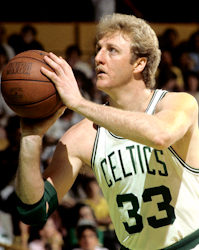
Larry Bird fue elegido en el primer equipo en la temporada 79-80.

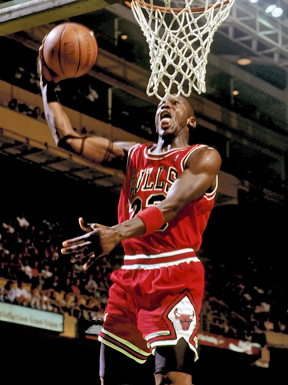
Michael Jordan fue elegido en el primer equipo en la temporada 84-85.

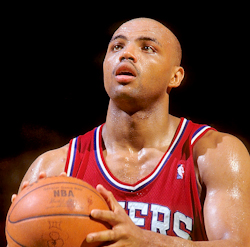
Charles Barkley fue elegido en el primer equipo en la temporada 84-85.

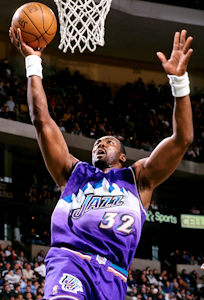
Karl Malone fue elegido en el primer equipo en la temporada 85-86.

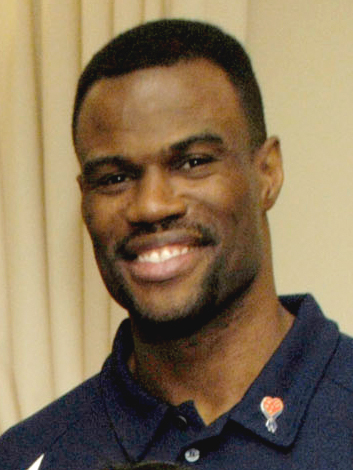
El jugador de San Antonio David Robinson fue elegido en el primer equipo en la temporada 89-90.

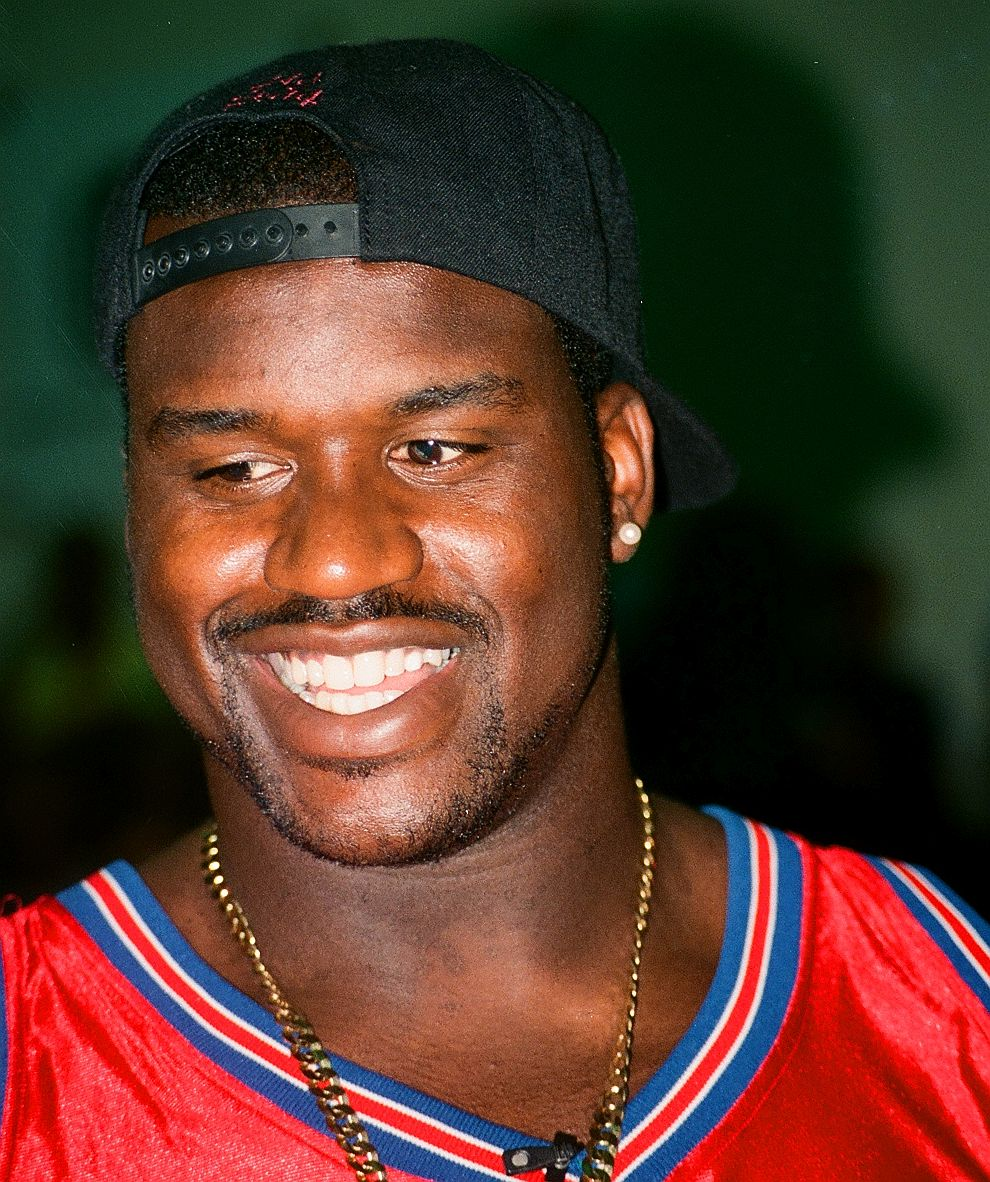
Shaquille O'Neal fue elegido en el primer equipo en la temporada 92-93.

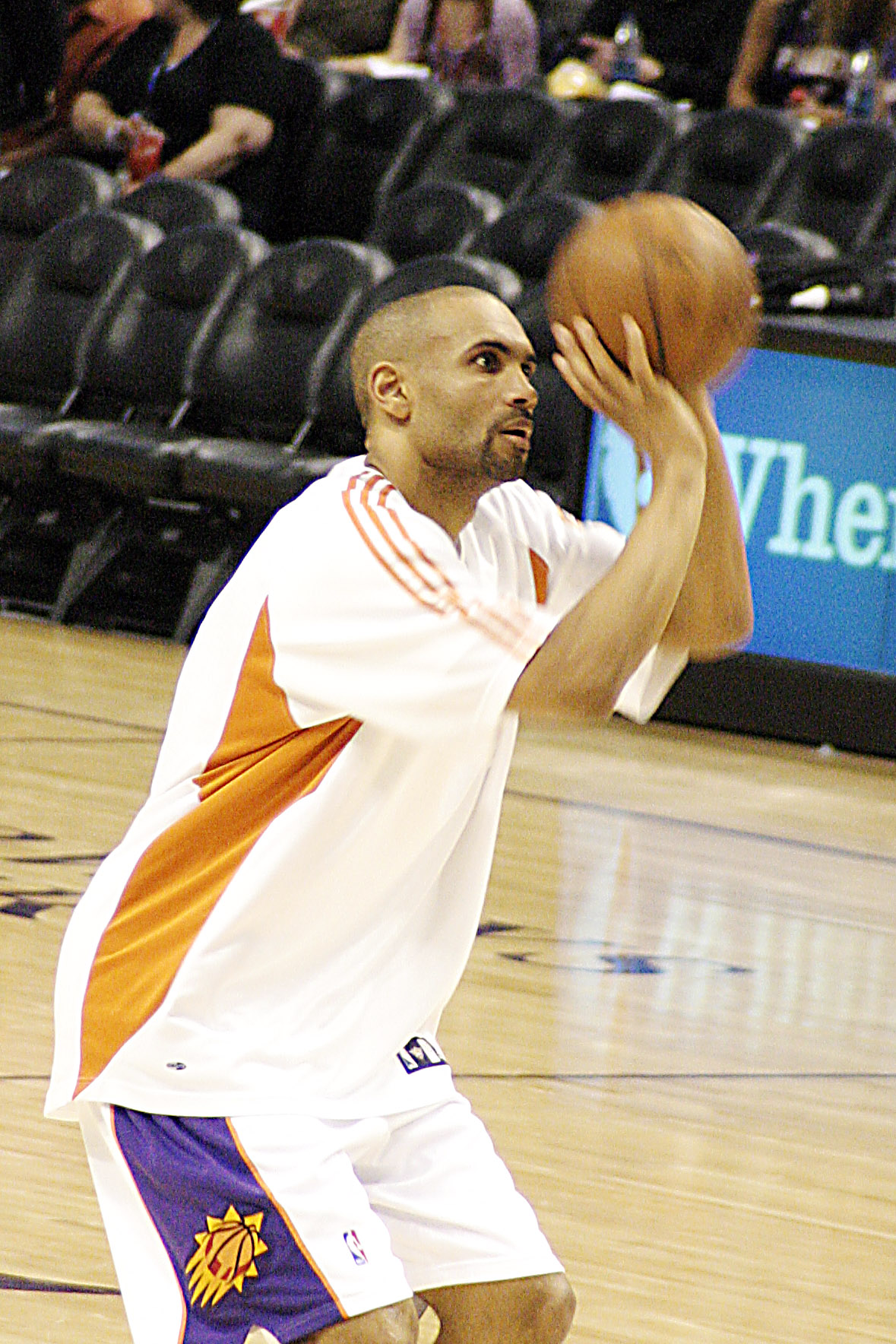
Grant Hill fue elegido en el primer equipo en la temporada 94-95.

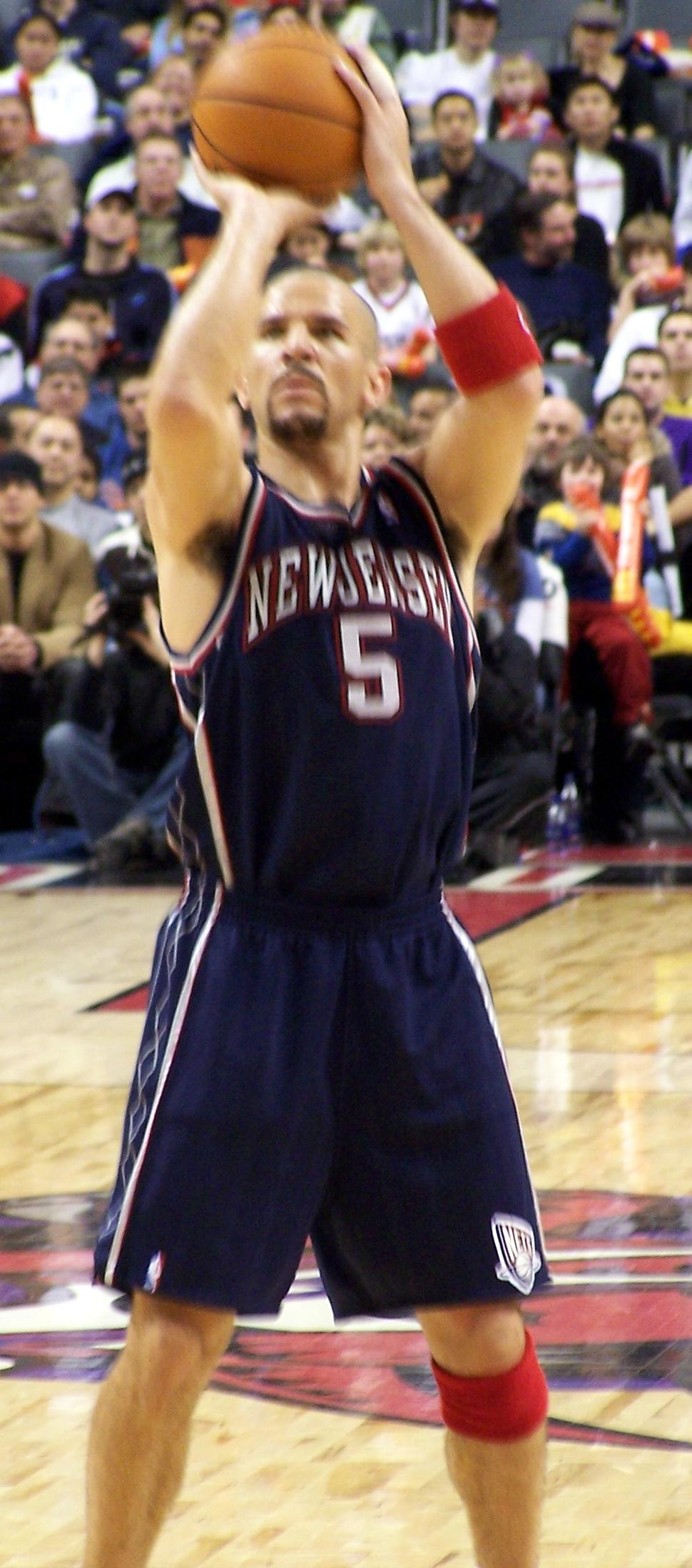
Jason Kidd fue elegido en el primer equipo en la temporada 94-95.

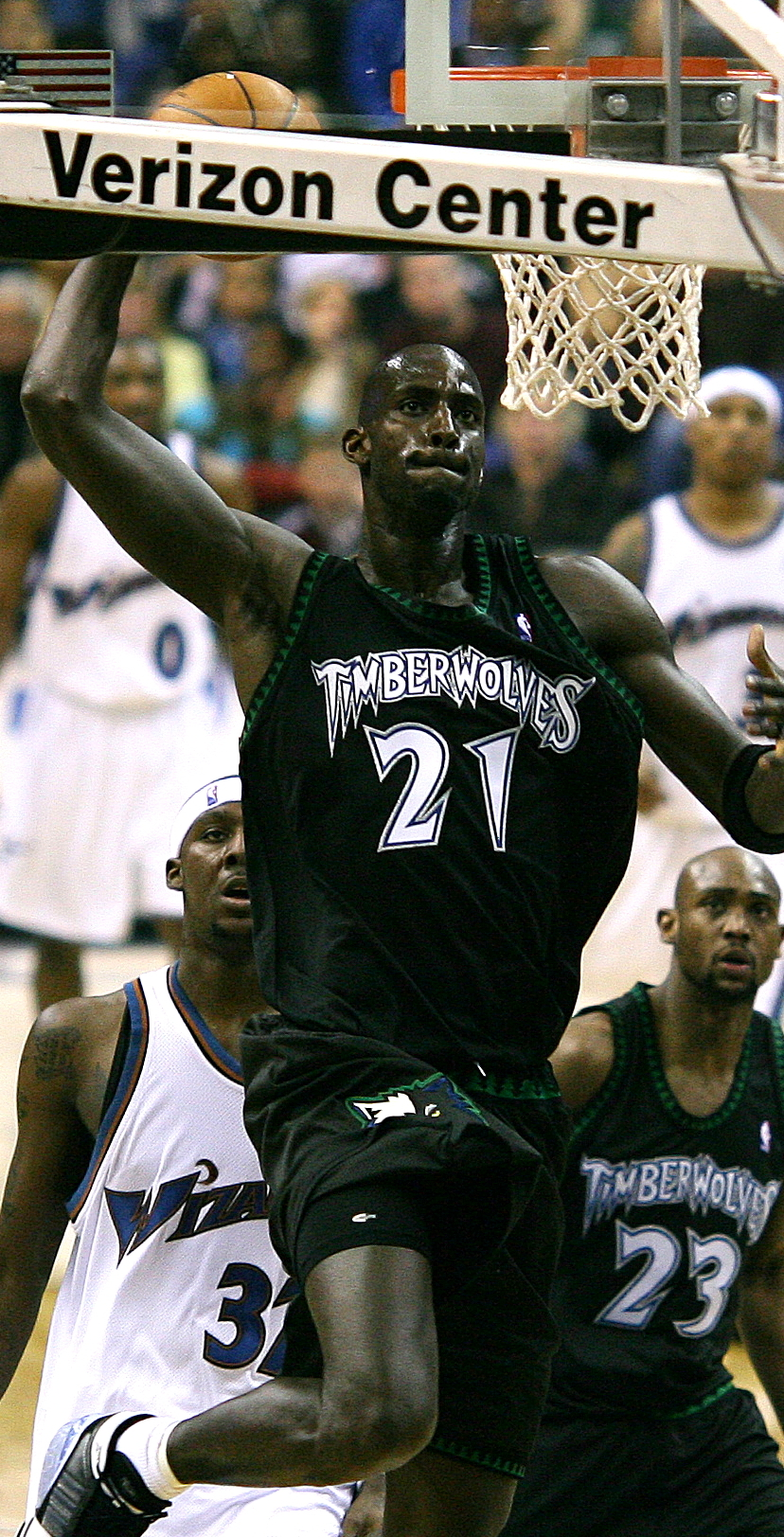
Kevin Garnett fue elegido en el segundo equipo en la temporada 95-96.

Arvydas Sabonis fue elegido en el primer equipo en la temporada 95-96.

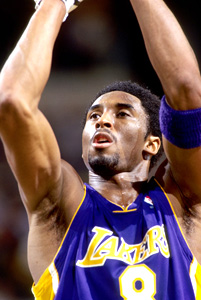
Kobe Bryant fue elegido en el segundo equipo en la temporada 96-97.

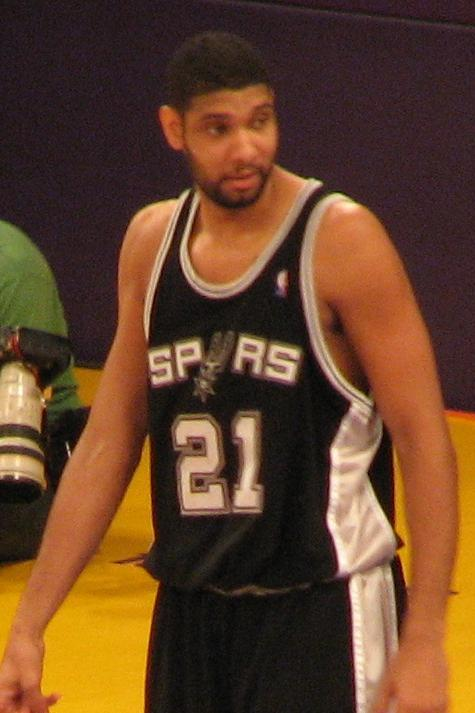
Tim Duncan fue elegido en el primer equipo en la temporada 97-98.

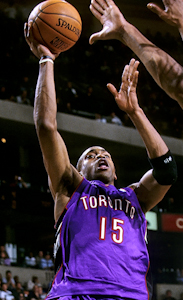
Vince Carter fue elegido en el primer equipo en la temporada 98-99.

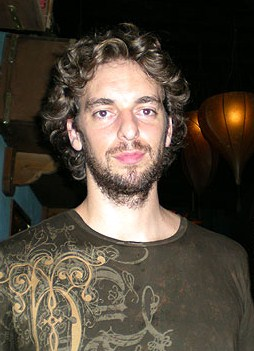
Pau Gasol fue elegido en el primer equipo en la temporada 01-02.

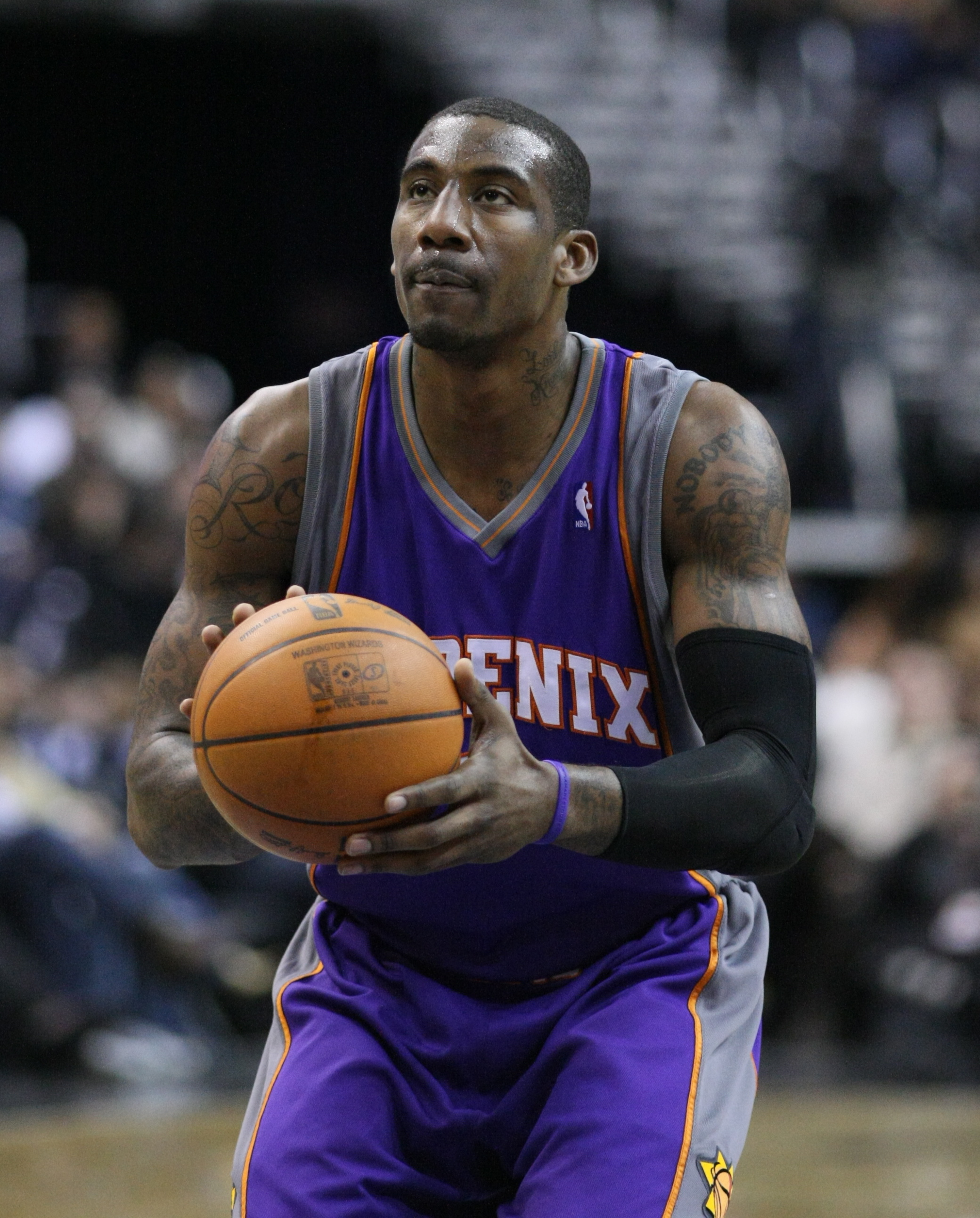
Amar'e Stoudemire fue elegido en el primer equipo en la temporada 02-03.

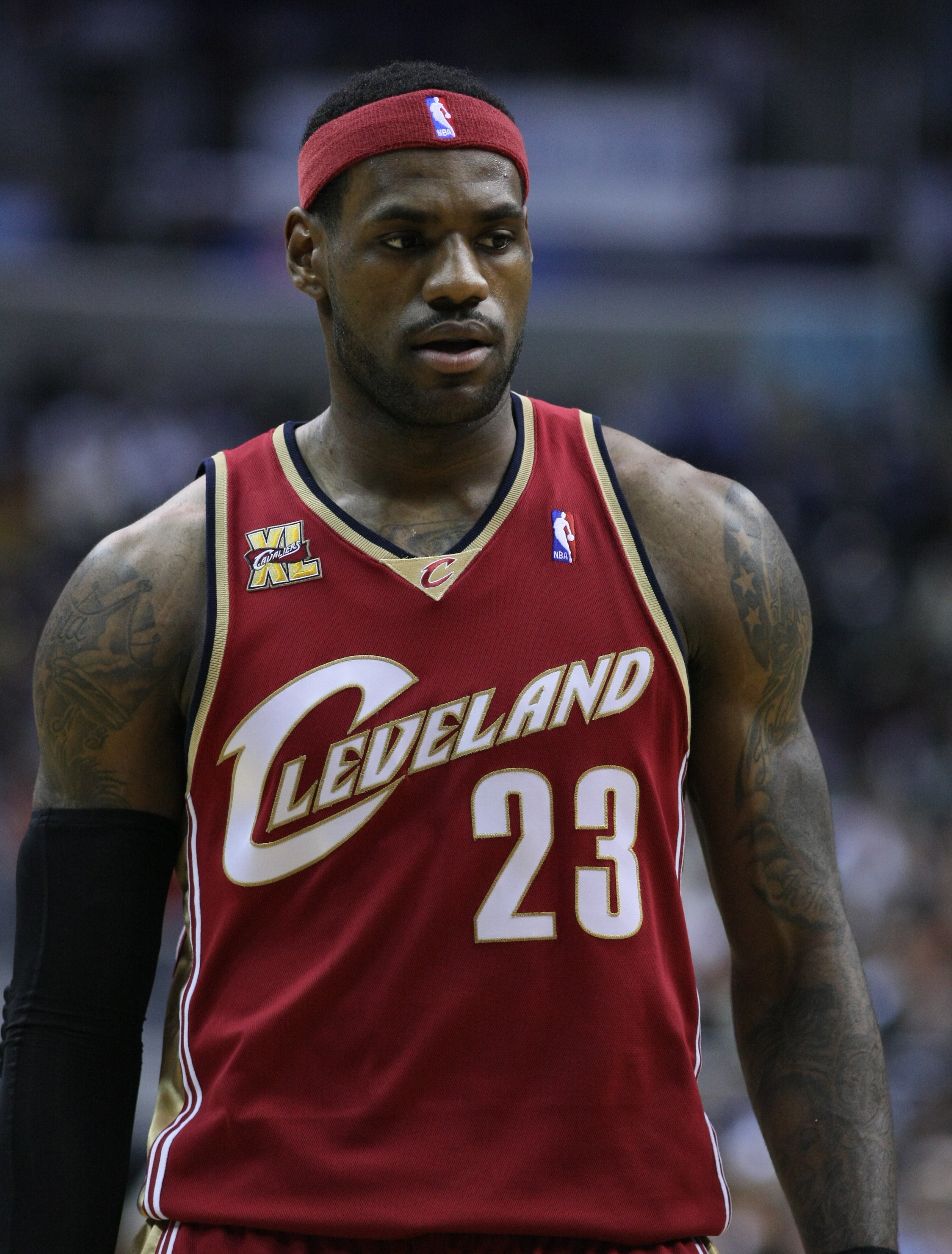
LeBron James fue elegido en el primer equipo en la temporada 03-04.

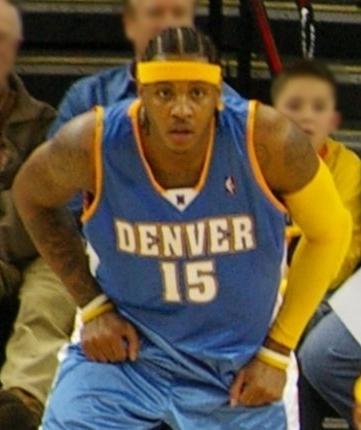
Carmelo Anthony fue elegido en el primer equipo en la temporada 03-04.

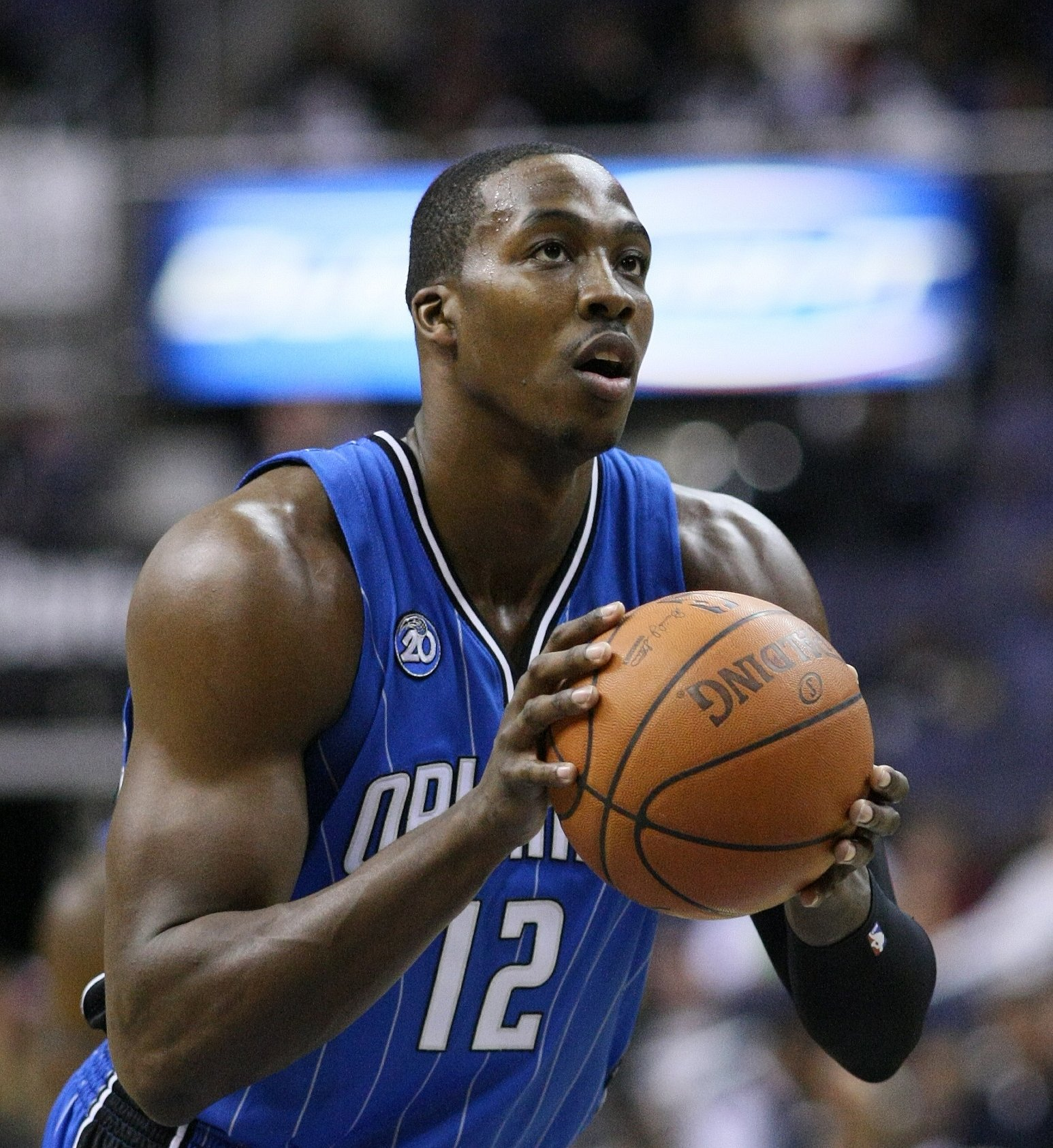
Dwight Howard fue elegido en el primer equipo en la temporada 04-05.

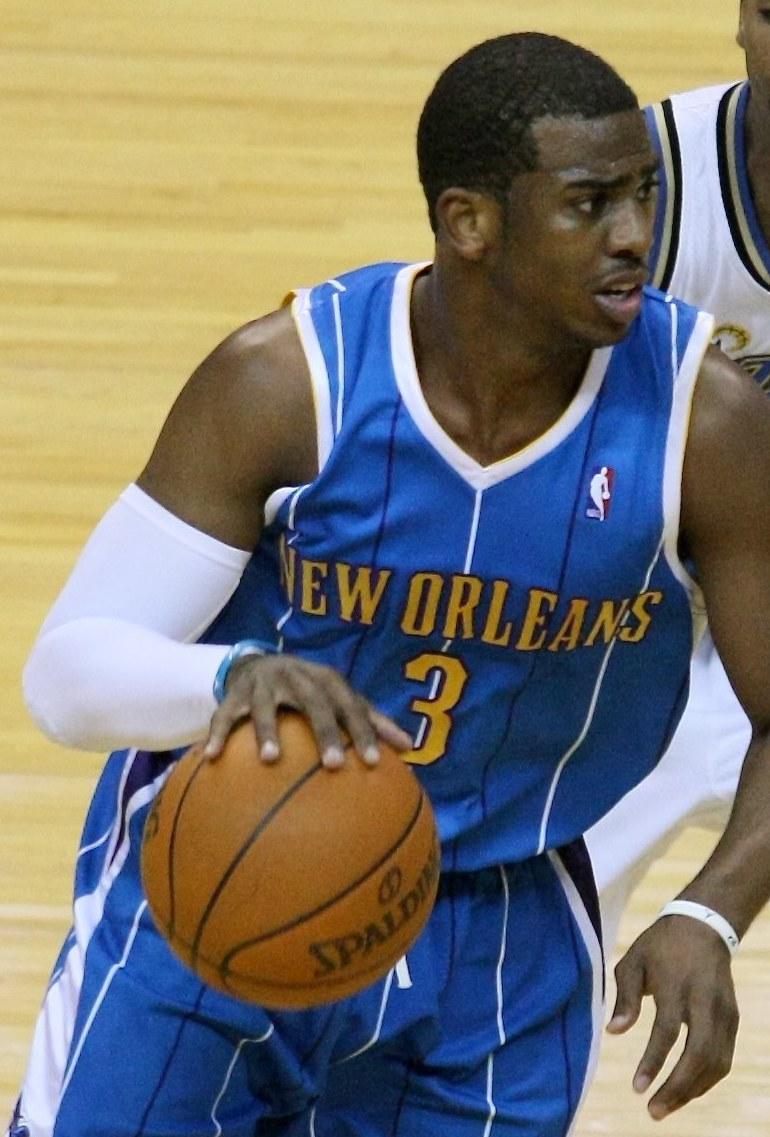
Chris Paul fue elegido en el primer equipo en la temporada 05-06.

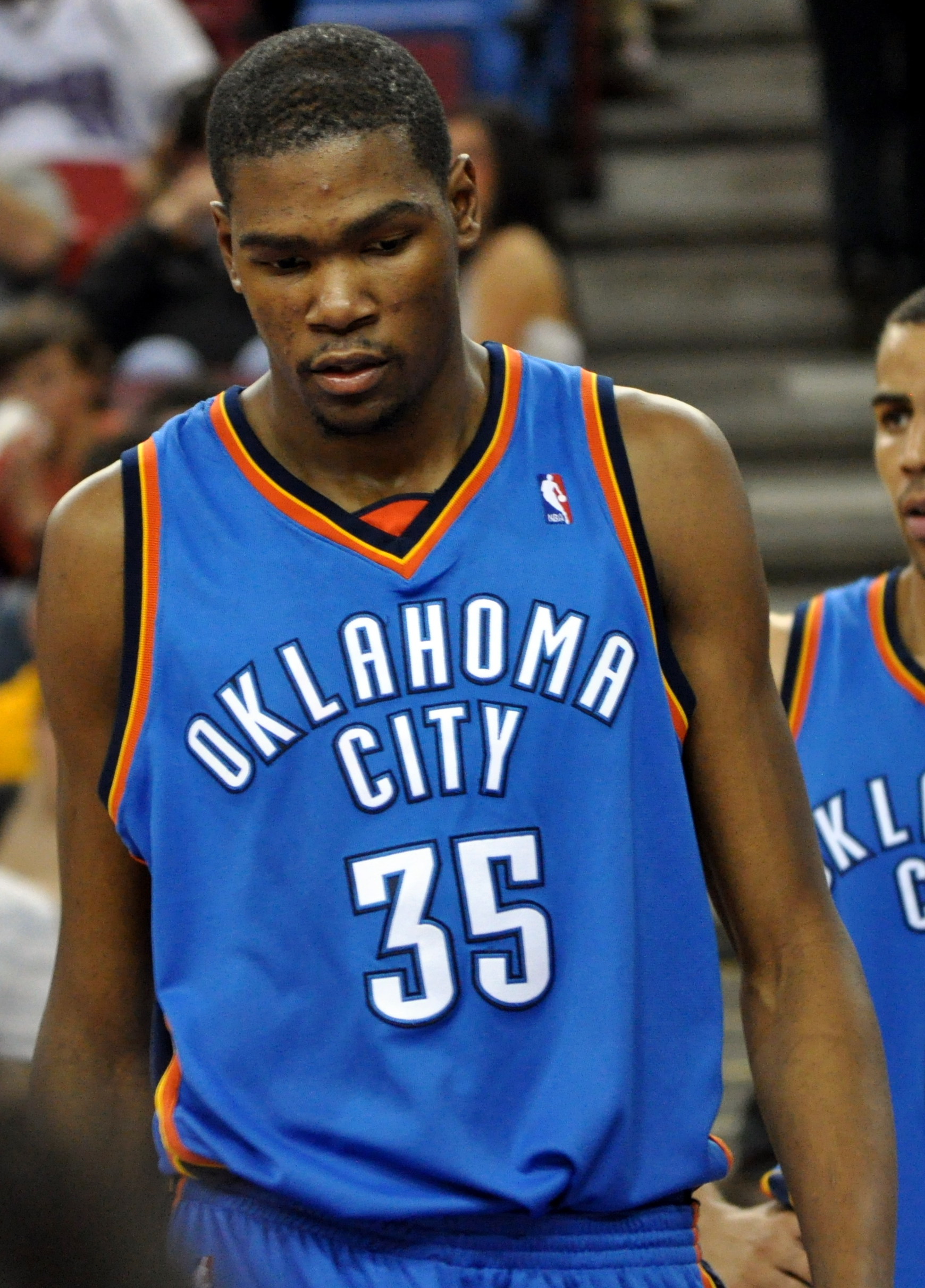
Kevin Durant fue elegido en el primer equipo en la temporada 07-08.

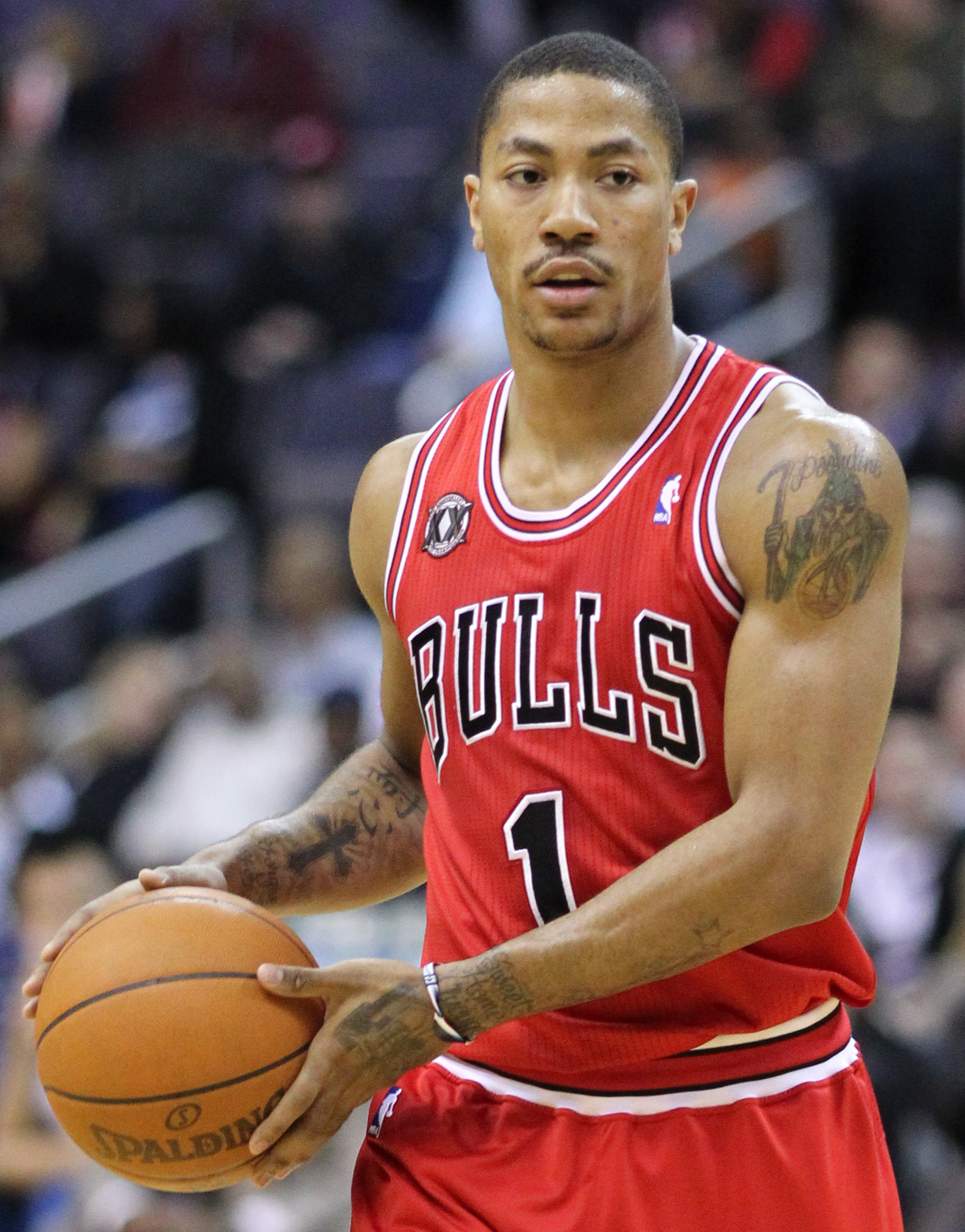
Derrick Rose fue elegido en el primer equipo en la temporada 08-09.

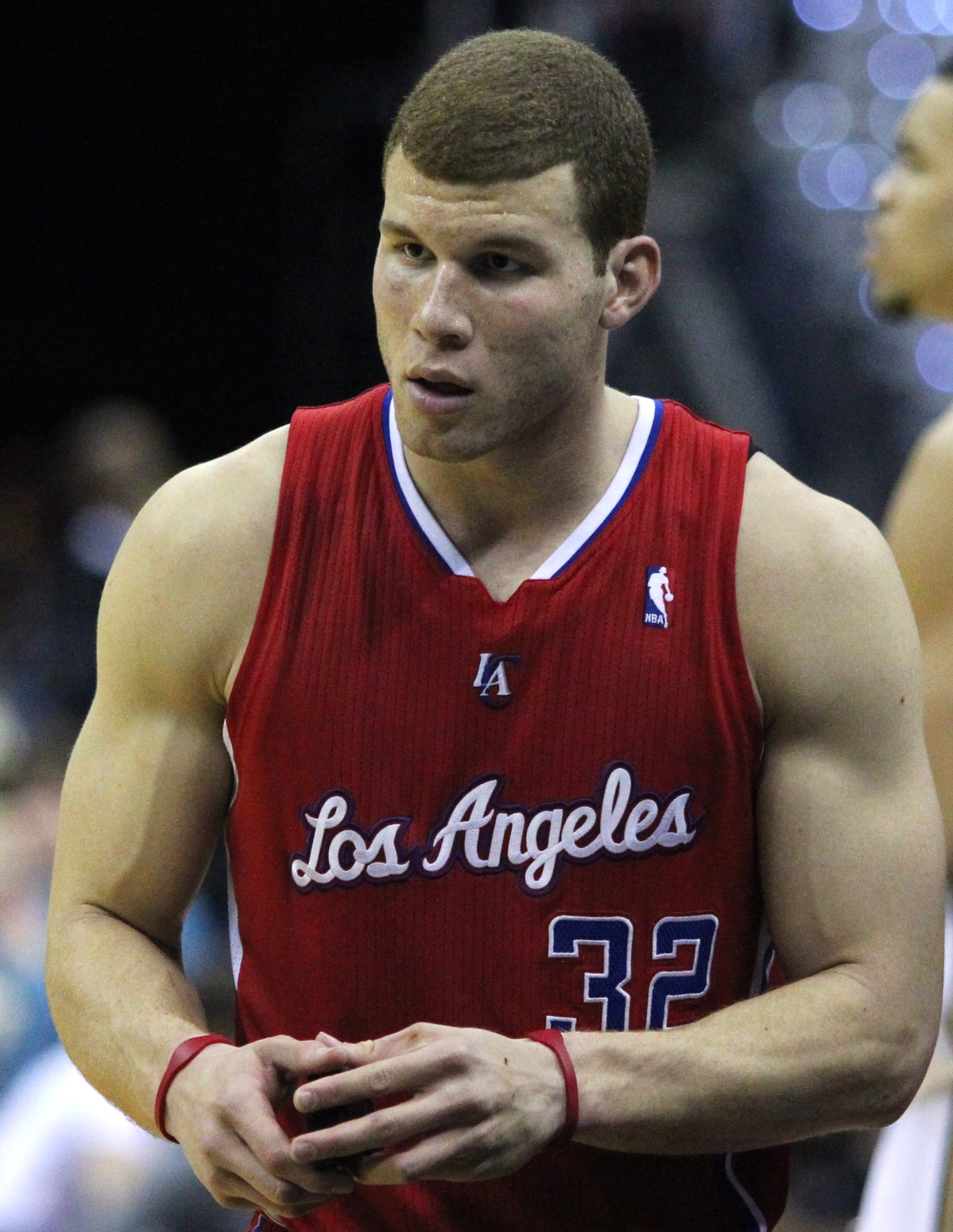
Blake Griffin fue elegido en el primer equipo en la temporada 10-11.

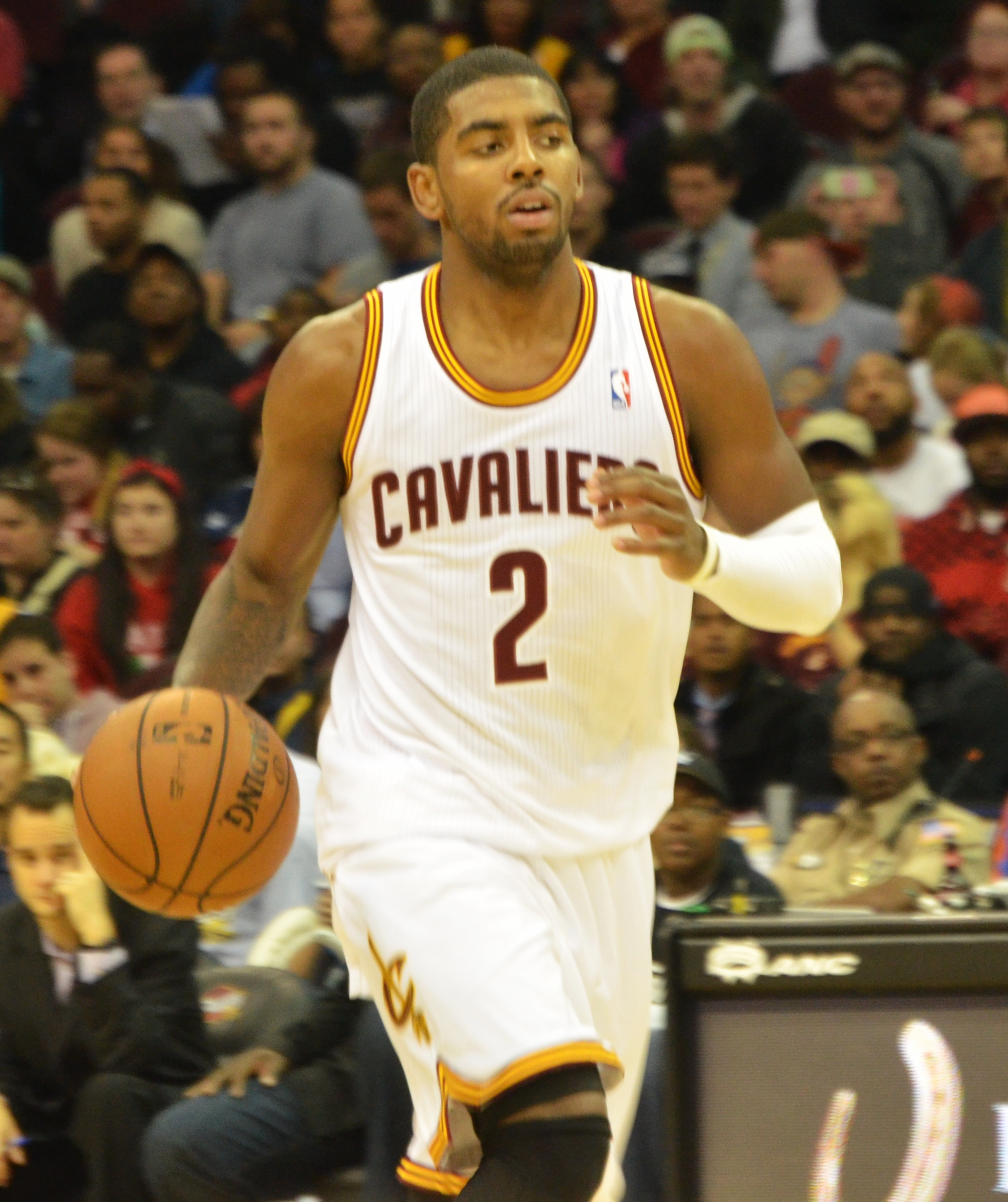
Kyrie Irving fue elegido en el primer equipo en la temporada 2011-12.

|                      | Denota jugadores que están en activo en la NBA                         |
|                      | Elegido en el Basketball Hall of Fame como jugador                     |
| Jugador (en negrita) | Indica que el jugador ha ganado el premio del Rookie del Año de la NBA |
| Jugador (en cursiva) | Indica que el jugador fue número uno del Draft de la NBA               |

### 1963-1988
| Temporada |                           |                         |                        |                        |
| Temporada | Primer equipo             | Primer equipo           | Segundo equipo         | Segundo equipo         |
| Temporada | Jugadores                 | Equipos                 | Jugadores              | Equipos                |
| --------- | ------------------------- | ----------------------- | ---------------------- | ---------------------- |
| 1962-63   | Terry Dischinger          | Chicago Zephyrs         | No hubo segundo equipo | No hubo segundo equipo |
| 1962-63   | Chet Walker               | Syracuse Nationals      | No hubo segundo equipo | No hubo segundo equipo |
| 1962-63   | Zelmo Beaty               | St. Louis Hawks         | No hubo segundo equipo | No hubo segundo equipo |
| 1962-63   | John Havlicek             | Boston Celtics          | No hubo segundo equipo | No hubo segundo equipo |
| 1962-63   | Dave DeBusschere          | Detroit Pistons         | No hubo segundo equipo | No hubo segundo equipo |
| 1963-64   | Jerry Lucas               | Cincinnati Royals       | No hubo segundo equipo | No hubo segundo equipo |
| 1963-64   | Gus Johnson               | Baltimore Bullets       | No hubo segundo equipo | No hubo segundo equipo |
| 1963-64   | Nate Thurmond             | San Francisco Warriors  | No hubo segundo equipo | No hubo segundo equipo |
| 1963-64   | Art Heyman                | New York Knicks         | No hubo segundo equipo | No hubo segundo equipo |
| 1963-64   | Rod Thorn                 | Baltimore Bullets       | No hubo segundo equipo | No hubo segundo equipo |
| 1964-65   | Willis Reed               | New York Knicks         | No hubo segundo equipo | No hubo segundo equipo |
| 1964-65   | Jim Barnes                | New York Knicks         | No hubo segundo equipo | No hubo segundo equipo |
| 1964-65   | Howard Komives            | New York Knicks         | No hubo segundo equipo | No hubo segundo equipo |
| 1964-65   | Lucious Jackson           | Philadelphia 76ers      | No hubo segundo equipo | No hubo segundo equipo |
| 1964-65   | Wali Jones (empatado)     | Baltimore Bullets       | No hubo segundo equipo | No hubo segundo equipo |
| 1964-65   | Joe Caldwell (empatado)   | Detroit Pistons         | No hubo segundo equipo | No hubo segundo equipo |
| 1965-66   | Rick Barry                | San Francisco Warriors  | No hubo segundo equipo | No hubo segundo equipo |
| 1965-66   | Billy Cunningham          | Philadelphia 76ers      | No hubo segundo equipo | No hubo segundo equipo |
| 1965-66   | Tom Van Arsdale           | Detroit Pistons         | No hubo segundo equipo | No hubo segundo equipo |
| 1965-66   | Dick Van Arsdale          | New York Knicks         | No hubo segundo equipo | No hubo segundo equipo |
| 1965-66   | Fred Hetzel               | San Francisco Warriors  | No hubo segundo equipo | No hubo segundo equipo |
| 1966-67   | Lou Hudson                | St. Louis Hawks         | No hubo segundo equipo | No hubo segundo equipo |
| 1966-67   | Jack Marin                | Baltimore Bullets       | No hubo segundo equipo | No hubo segundo equipo |
| 1966-67   | Erwin Mueller             | Chicago Bulls           | No hubo segundo equipo | No hubo segundo equipo |
| 1966-67   | Cazzie Russell            | New York Knicks         | No hubo segundo equipo | No hubo segundo equipo |
| 1966-67   | Dave Bing                 | Detroit Pistons         | No hubo segundo equipo | No hubo segundo equipo |
| 1967-68   | Earl Monroe               | Baltimore Bullets       | No hubo segundo equipo | No hubo segundo equipo |
| 1967-68   | Bob Rule                  | Seattle SuperSonics     | No hubo segundo equipo | No hubo segundo equipo |
| 1967-68   | Walt Frazier              | New York Knicks         | No hubo segundo equipo | No hubo segundo equipo |
| 1967-68   | Al Tucker                 | Seattle SuperSonics     | No hubo segundo equipo | No hubo segundo equipo |
| 1967-68   | Phil Jackson              | New York Knicks         | No hubo segundo equipo | No hubo segundo equipo |
| 1968-69   | Wes Unseld                | Baltimore Bullets       | No hubo segundo equipo | No hubo segundo equipo |
| 1968-69   | Elvin Hayes               | San Diego Rockets       | No hubo segundo equipo | No hubo segundo equipo |
| 1968-69   | Bill Hewitt               | Los Angeles Lakers      | No hubo segundo equipo | No hubo segundo equipo |
| 1968-69   | Art Harris                | Seattle SuperSonics     | No hubo segundo equipo | No hubo segundo equipo |
| 1968-69   | Gary Gregor               | Phoenix Suns            | No hubo segundo equipo | No hubo segundo equipo |
| 1969-70   | Lew Alcindor              | Milwaukee Bucks         | No hubo segundo equipo | No hubo segundo equipo |
| 1969-70   | Bob Dandridge             | Milwaukee Bucks         | No hubo segundo equipo | No hubo segundo equipo |
| 1969-70   | Jo Jo White               | Boston Celtics          | No hubo segundo equipo | No hubo segundo equipo |
| 1969-70   | Mike Davis                | Baltimore Bullets       | No hubo segundo equipo | No hubo segundo equipo |
| 1969-70   | Dick Garrett              | Los Angeles Lakers      | No hubo segundo equipo | No hubo segundo equipo |
| 1970-71   | Geoff Petrie              | Portland Trail Blazers  | No hubo segundo equipo | No hubo segundo equipo |
| 1970-71   | Dave Cowens               | Boston Celtics          | No hubo segundo equipo | No hubo segundo equipo |
| 1970-71   | Pete Maravich             | Atlanta Hawks           | No hubo segundo equipo | No hubo segundo equipo |
| 1970-71   | Calvin Murphy             | San Diego Rockets       | No hubo segundo equipo | No hubo segundo equipo |
| 1970-71   | Bob Lanier                | Detroit Pistons         | No hubo segundo equipo | No hubo segundo equipo |
| 1971-72   | Elmore Smith              | Buffalo Braves          | No hubo segundo equipo | No hubo segundo equipo |
| 1971-72   | Sidney Wicks              | Portland Trail Blazers  | No hubo segundo equipo | No hubo segundo equipo |
| 1971-72   | Austin Carr               | Cleveland Cavaliers     | No hubo segundo equipo | No hubo segundo equipo |
| 1971-72   | Phil Chenier              | Baltimore Bullets       | No hubo segundo equipo | No hubo segundo equipo |
| 1971-72   | Clifford Ray              | Chicago Bulls           | No hubo segundo equipo | No hubo segundo equipo |
| 1972-73   | Bob McAdoo                | Buffalo Braves          | No hubo segundo equipo | No hubo segundo equipo |
| 1972-73   | Lloyd Neal                | Portland Trail Blazers  | No hubo segundo equipo | No hubo segundo equipo |
| 1972-73   | Fred Boyd                 | Philadelphia 76ers      | No hubo segundo equipo | No hubo segundo equipo |
| 1972-73   | Dwight Davis              | Cleveland Cavaliers     | No hubo segundo equipo | No hubo segundo equipo |
| 1972-73   | Jim Price                 | Los Angeles Lakers      | No hubo segundo equipo | No hubo segundo equipo |
| 1973-74   | Ernie DiGregorio          | Buffalo Braves          | No hubo segundo equipo | No hubo segundo equipo |
| 1973-74   | Ron Behagen               | Kansas City-Omaha Kings | No hubo segundo equipo | No hubo segundo equipo |
| 1973-74   | Mike Bantom               | Phoenix Suns            | No hubo segundo equipo | No hubo segundo equipo |
| 1973-74   | John Brown                | Atlanta Hawks           | No hubo segundo equipo | No hubo segundo equipo |
| 1973-74   | Nick Weatherspoon         | Capital Bullets         | No hubo segundo equipo | No hubo segundo equipo |
| 1974-75   | Jamaal Wilkes             | Golden State Warriors   | No hubo segundo equipo | No hubo segundo equipo |
| 1974-75   | John Drew                 | Atlanta Hawks           | No hubo segundo equipo | No hubo segundo equipo |
| 1974-75   | Scott Wedman              | Kansas City-Omaha Kings | No hubo segundo equipo | No hubo segundo equipo |
| 1974-75   | Tommy Burleson            | Seattle SuperSonics     | No hubo segundo equipo | No hubo segundo equipo |
| 1974-75   | Brian Winters             | Los Angeles Lakers      | No hubo segundo equipo | No hubo segundo equipo |
| 1975-76   | Alvan Adams               | Phoenix Suns            | No hubo segundo equipo | No hubo segundo equipo |
| 1975-76   | Gus Williams              | Golden State Warriors   | No hubo segundo equipo | No hubo segundo equipo |
| 1975-76   | Joe Meriweather           | Houston Rockets         | No hubo segundo equipo | No hubo segundo equipo |
| 1975-76   | John Shumate              | Buffalo Braves          | No hubo segundo equipo | No hubo segundo equipo |
| 1975-76   | Lionel Hollins            | Portland Trail Blazers  | No hubo segundo equipo | No hubo segundo equipo |
| 1976-77   | Adrian Dantley            | Buffalo Braves          | No hubo segundo equipo | No hubo segundo equipo |
| 1976-77   | Scott May                 | Chicago Bulls           | No hubo segundo equipo | No hubo segundo equipo |
| 1976-77   | Mitch Kupchak             | Washington Bullets      | No hubo segundo equipo | No hubo segundo equipo |
| 1976-77   | John Lucas                | Houston Rockets         | No hubo segundo equipo | No hubo segundo equipo |
| 1976-77   | Ron Lee                   | Phoenix Suns            | No hubo segundo equipo | No hubo segundo equipo |
| 1977-78   | Walter Davis              | Phoenix Suns            | No hubo segundo equipo | No hubo segundo equipo |
| 1977-78   | Marques Johnson           | Milwaukee Bucks         | No hubo segundo equipo | No hubo segundo equipo |
| 1977-78   | Bernard King              | New Jersey Nets         | No hubo segundo equipo | No hubo segundo equipo |
| 1977-78   | Jack Sikma                | Seattle SuperSonics     | No hubo segundo equipo | No hubo segundo equipo |
| 1977-78   | Norm Nixon                | Los Angeles Lakers      | No hubo segundo equipo | No hubo segundo equipo |
| 1978-79   | Phil Ford                 | Kansas City Kings       | No hubo segundo equipo | No hubo segundo equipo |
| 1978-79   | Mychal Thompson           | Portland Trail Blazers  | No hubo segundo equipo | No hubo segundo equipo |
| 1978-79   | Ron Brewer                | Portland Trail Blazers  | No hubo segundo equipo | No hubo segundo equipo |
| 1978-79   | Reggie Theus              | Chicago Bulls           | No hubo segundo equipo | No hubo segundo equipo |
| 1978-79   | Terry Tyler               | Detroit Pistons         | No hubo segundo equipo | No hubo segundo equipo |
| 1979-80   | Larry Bird                | Boston Celtics          | No hubo segundo equipo | No hubo segundo equipo |
| 1979-80   | Magic Johnson             | Los Angeles Lakers      | No hubo segundo equipo | No hubo segundo equipo |
| 1979-80   | Bill Cartwright           | New York Knicks         | No hubo segundo equipo | No hubo segundo equipo |
| 1979-80   | Calvin Natt               | Portland Trail Blazers  | No hubo segundo equipo | No hubo segundo equipo |
| 1979-80   | David Greenwood           | Chicago Bulls           | No hubo segundo equipo | No hubo segundo equipo |
| 1980-81   | Joe Barry Carroll         | Golden State Warriors   | No hubo segundo equipo | No hubo segundo equipo |
| 1980-81   | Darrell Griffith          | Utah Jazz               | No hubo segundo equipo | No hubo segundo equipo |
| 1980-81   | Larry Smith               | Golden State Warriors   | No hubo segundo equipo | No hubo segundo equipo |
| 1980-81   | Kevin McHale              | Boston Celtics          | No hubo segundo equipo | No hubo segundo equipo |
| 1980-81   | Kelvin Ransey             | Portland Trail Blazers  | No hubo segundo equipo | No hubo segundo equipo |
| 1981-82   | Kelly Tripucka            | Detroit Pistons         | No hubo segundo equipo | No hubo segundo equipo |
| 1981-82   | Jay Vincent               | Dallas Mavericks        | No hubo segundo equipo | No hubo segundo equipo |
| 1981-82   | Isiah Thomas              | Detroit Pistons         | No hubo segundo equipo | No hubo segundo equipo |
| 1981-82   | Buck Williams             | New Jersey Nets         | No hubo segundo equipo | No hubo segundo equipo |
| 1981-82   | Jeff Ruland               | Washington Bullets      | No hubo segundo equipo | No hubo segundo equipo |
| 1982-83   | Terry Cummings            | San Diego Clippers      | No hubo segundo equipo | No hubo segundo equipo |
| 1982-83   | Clark Kellogg             | Indiana Pacers          | No hubo segundo equipo | No hubo segundo equipo |
| 1982-83   | Dominique Wilkins         | Atlanta Hawks           | No hubo segundo equipo | No hubo segundo equipo |
| 1982-83   | James Worthy              | Los Angeles Lakers      | No hubo segundo equipo | No hubo segundo equipo |
| 1982-83   | Quintin Dailey            | Chicago Bulls           | No hubo segundo equipo | No hubo segundo equipo |
| 1983-84   | Ralph Sampson*            | Houston Rockets         | No hubo segundo equipo | No hubo segundo equipo |
| 1983-84   | Steve Stipanovich         | Indiana Pacers          | No hubo segundo equipo | No hubo segundo equipo |
| 1983-84   | Byron Scott               | Los Angeles Lakers      | No hubo segundo equipo | No hubo segundo equipo |
| 1983-84   | Jeff Malone               | Washington Bullets      | No hubo segundo equipo | No hubo segundo equipo |
| 1983-84   | Thurl Bailey (empatado)   | Utah Jazz               | No hubo segundo equipo | No hubo segundo equipo |
| 1983-84   | Darrell Walker (empatado) | New York Knicks         | No hubo segundo equipo | No hubo segundo equipo |
| 1984-85   | Michael Jordan            | Chicago Bulls           | No hubo segundo equipo | No hubo segundo equipo |
| 1984-85   | Hakeem Olajuwon           | Houston Rockets         | No hubo segundo equipo | No hubo segundo equipo |
| 1984-85   | Sam Bowie                 | Portland Trail Blazers  | No hubo segundo equipo | No hubo segundo equipo |
| 1984-85   | Charles Barkley           | Philadelphia 76ers      | No hubo segundo equipo | No hubo segundo equipo |
| 1984-85   | Sam Perkins               | Dallas Mavericks        | No hubo segundo equipo | No hubo segundo equipo |
| 1985-86   | Xavier McDaniel           | Seattle SuperSonics     | No hubo segundo equipo | No hubo segundo equipo |
| 1985-86   | Patrick Ewing             | New York Knicks         | No hubo segundo equipo | No hubo segundo equipo |
| 1985-86   | Karl Malone               | Utah Jazz               | No hubo segundo equipo | No hubo segundo equipo |
| 1985-86   | Joe Dumars                | Detroit Pistons         | No hubo segundo equipo | No hubo segundo equipo |
| 1985-86   | Charles Oakley            | Chicago Bulls           | No hubo segundo equipo | No hubo segundo equipo |
| 1986-87   | Brad Daugherty            | Cleveland Cavaliers     | No hubo segundo equipo | No hubo segundo equipo |
| 1986-87   | Ron Harper                | Cleveland Cavaliers     | No hubo segundo equipo | No hubo segundo equipo |
| 1986-87   | Chuck Person              | Indiana Pacers          | No hubo segundo equipo | No hubo segundo equipo |
| 1986-87   | Roy Tarpley               | Dallas Mavericks        | No hubo segundo equipo | No hubo segundo equipo |
| 1986-87   | John Williams             | Cleveland Cavaliers     | No hubo segundo equipo | No hubo segundo equipo |
| 1987-88   | Mark Jackson              | New York Knicks         | No hubo segundo equipo | No hubo segundo equipo |
| 1987-88   | Armon Gilliam             | Phoenix Suns            | No hubo segundo equipo | No hubo segundo equipo |
| 1987-88   | Kenny Smith               | Sacramento Kings        | No hubo segundo equipo | No hubo segundo equipo |
| 1987-88   | Greg Anderson             | San Antonio Spurs       | No hubo segundo equipo | No hubo segundo equipo |
| 1987-88   | Derrick McKey             | Seattle SuperSonics     | No hubo segundo equipo | No hubo segundo equipo |

### 1989-presente
| Temporada |                              |                                   |                                |                        |
| Temporada | Primer equipo                | Primer equipo                     | Segundo equipo                 | Segundo equipo         |
| Temporada | Jugadores                    | Equipos                           | Jugadores                      | Equipos                |
| --------- | ---------------------------- | --------------------------------- | ------------------------------ | ---------------------- |
| 1988-89   | Mitch Richmond               | Golden State Warriors             | Brian Shaw                     | Boston Celtics         |
| 1988-89   | Willie Anderson              | San Antonio Spurs                 | Rex Chapman                    | Charlotte Hornets      |
| 1988-89   | Hersey Hawkins               | Philadelphia 76ers                | Chris Morris                   | New Jersey Nets        |
| 1988-89   | Rik Smits                    | Indiana Pacers                    | Rod Strickland                 | New York Knicks        |
| 1988-89   | Charles Smith                | Los Angeles Clippers              | Kevin Edwards                  | Miami Heat             |
| 1989-90   | David Robinson               | San Antonio Spurs                 | J. R. Reid                     | Charlotte Hornets      |
| 1989-90   | Tim Hardaway                 | Golden State Warriors             | Sean Elliott                   | San Antonio Spurs      |
| 1989-90   | Vlade Divac                  | Los Angeles Lakers                | Stacey King                    | Chicago Bulls          |
| 1989-90   | Sherman Douglas              | Miami Heat                        | Blue Edwards                   | Utah Jazz              |
| 1989-90   | Pooh Richardson              | Minnesota Timberwolves            | Glen Rice                      | Miami Heat             |
| 1990-91   | Kendall Gill                 | Charlotte Hornets                 | Chris Jackson                  | Denver Nuggets         |
| 1990-91   | Dennis Scott                 | Orlando Magic                     | Gary Payton                    | Seattle SuperSonics    |
| 1990-91   | Dee Brown                    | Boston Celtics                    | Felton Spencer                 | Minnesota Timberwolves |
| 1990-91   | Lionel Simmons               | Sacramento Kings                  | Travis Mays                    | Sacramento Kings       |
| 1990-91   | Derrick Coleman              | New Jersey Nets                   | Willie Burton                  | Miami Heat             |
| 1991-92   | Larry Johnson                | Charlotte Hornets                 | Rick Fox                       | Boston Celtics         |
| 1991-92   | Dikembe Mutombo              | Denver Nuggets                    | Terrell Brandon                | Cleveland Cavaliers    |
| 1991-92   | Billy Owens                  | Golden State Warriors             | Larry Stewart                  | Washington Bullets     |
| 1991-92   | Steve Smith                  | Miami Heat                        | Stanley Roberts                | Orlando Magic          |
| 1991-92   | Stacey Augmon                | Atlanta Hawks                     | Mark Macon                     | Denver Nuggets         |
| 1992-93   | Shaquille O'Neal             | Orlando Magic                     | Walt Williams                  | Sacramento Kings       |
| 1992-93   | Alonzo Mourning              | Charlotte Hornets                 | Robert Horry                   | Houston Rockets        |
| 1992-93   | Christian Laettner           | Minnesota Timberwolves            | Latrell Sprewell               | Golden State Warriors  |
| 1992-93   | Tom Gugliotta                | Washington Bullets                | Clarence Weatherspoon          | Philadelphia 76ers     |
| 1992-93   | LaPhonso Ellis               | Denver Nuggets                    | Richard Dumas                  | Phoenix Suns           |
| 1993-94   | Chris Webber                 | Golden State Warriors             | Dino Radja                     | Boston Celtics         |
| 1993-94   | Penny Hardaway               | Orlando Magic                     | Nick Van Exel                  | Los Angeles Lakers     |
| 1993-94   | Vin Baker                    | Milwaukee Bucks                   | Shawn Bradley                  | Philadelphia 76ers     |
| 1993-94   | Jamal Mashburn               | Dallas Mavericks                  | Toni Kukoč                     | Chicago Bulls          |
| 1993-94   | Isaiah Rider                 | Minnesota Timberwolves            | Lindsey Hunter                 | Detroit Pistons        |
| 1994-95   | Jason Kidd                   | Dallas Mavericks                  | Juwan Howard                   | Washington Bullets     |
| 1994-95   | Grant Hill                   | Detroit Pistons                   | Eric Montross                  | Boston Celtics         |
| 1994-95   | Glenn Robinson               | Milwaukee Bucks                   | Wesley Person                  | Phoenix Suns           |
| 1994-95   | Eddie Jones                  | Los Angeles Lakers                | Jalen Rose                     | Denver Nuggets         |
| 1994-95   | Brian Grant                  | Sacramento Kings                  | Donyell Marshall (empatado)    | Golden State Warriors  |
| 1994-95   | Brian Grant                  | Sacramento Kings                  | Sharone Wright (empatado)      | Philadelphia 76ers     |
| 1995-96   | Damon Stoudamire             | Toronto Raptors                   | Kevin Garnett                  | Minnesota Timberwolves |
| 1995-96   | Joe Smith                    | Golden State Warriors             | Bryant Reeves                  | Vancouver Grizzlies    |
| 1995-96   | Jerry Stackhouse             | Philadelphia 76ers                | Brent Barry                    | Los Angeles Clippers   |
| 1995-96   | Antonio McDyess              | Denver Nuggets                    | Rasheed Wallace                | Washington Bullets     |
| 1995-96   | Arvydas Sabonis (empatado)   | Portland Trail Blazers            | Tyus Edney                     | Sacramento Kings       |
| 1995-96   | Michael Finley (empatado)    | Phoenix Suns                      | Tyus Edney                     | Sacramento Kings       |
| 1996-97   | Shareef Abdur-Rahim          | Vancouver Grizzlies               | Kerry Kittles                  | New Jersey Nets        |
| 1996-97   | Allen Iverson                | Philadelphia 76ers                | Ray Allen                      | Milwaukee Bucks        |
| 1996-97   | Stephon Marbury              | Minnesota Timberwolves            | Travis Knight                  | Los Angeles Lakers     |
| 1996-97   | Marcus Camby                 | Toronto Raptors                   | Kobe Bryant                    | Los Angeles Lakers     |
| 1996-97   | Antoine Walker               | Boston Celtics                    | Matt Maloney                   | Houston Rockets        |
| 1997-98   | Tim Duncan                   | San Antonio Spurs                 | Tim Thomas                     | Philadelphia 76ers     |
| 1997-98   | Keith Van Horn               | New Jersey Nets                   | Cedric Henderson               | Cleveland Cavaliers    |
| 1997-98   | Brevin Knight                | Cleveland Cavaliers               | Derek Anderson                 | Cleveland Cavaliers    |
| 1997-98   | Žydrūnas Ilgauskas           | Cleveland Cavaliers               | Maurice Taylor                 | Los Angeles Clippers   |
| 1997-98   | Ron Mercer                   | Boston Celtics                    | Bobby Jackson                  | Denver Nuggets         |
| 1998-99   | Vince Carter                 | Toronto Raptors                   | Michael Dickerson              | Houston Rockets        |
| 1998-99   | Paul Pierce                  | Boston Celtics                    | Michael Doleac                 | Orlando Magic          |
| 1998-99   | Jason Williams               | Sacramento Kings                  | Cuttino Mobley                 | Houston Rockets        |
| 1998-99   | Mike Bibby                   | Vancouver Grizzlies               | Michael Olowokandi             | Los Angeles Clippers   |
| 1998-99   | Matt Harpring                | Orlando Magic                     | Antawn Jamison                 | Golden State Warriors  |
| 1999-00   | Elton Brand                  | Chicago Bulls                     | Shawn Marion                   | Phoenix Suns           |
| 1999-00   | Steve Francis                | Houston Rockets                   | Ron Artest                     | Chicago Bulls          |
| 1999-00   | Lamar Odom                   | Los Angeles Clippers              | James Posey                    | Denver Nuggets         |
| 1999-00   | Wally Szczerbiak             | Minnesota Timberwolves            | Jason Terry                    | Atlanta Hawks          |
| 1999-00   | Andre Miller                 | Cleveland Cavaliers               | Chucky Atkins                  | Orlando Magic          |
| 2000-01   | Mike Miller                  | Memphis Grizzlies                 | Hedo Türkoğlu                  | Orlando Magic          |
| 2000-01   | Kenyon Martin                | New Jersey Nets                   | Desmond Mason                  | Seattle SuperSonics    |
| 2000-01   | Marc Jackson                 | Golden State Warriors             | Courtney Alexander             | Dallas Mavericks       |
| 2000-01   | Morris Peterson              | Toronto Raptors                   | Marcus Fizer                   | Chicago Bulls          |
| 2000-01   | Darius Miles                 | Los Angeles Clippers              | Chris Mihm                     | Cleveland Cavaliers    |
| 2001-02   | Pau Gasol                    | Memphis Grizzlies                 | Jamaal Tinsley                 | Indiana Pacers         |
| 2001-02   | Shane Battier                | Memphis Grizzlies                 | Richard Jefferson              | New Jersey Nets        |
| 2001-02   | Jason Richardson             | Golden State Warriors             | Eddie Griffin                  | Houston Rockets        |
| 2001-02   | Tony Parker                  | San Antonio Spurs                 | Željko Rebrača                 | Detroit Pistons        |
| 2001-02   | Andréi Kirilenko             | Utah Jazz                         | Vladimir Radmanović (empatado) | Seattle SuperSonics    |
| 2001-02   | Andréi Kirilenko             | Utah Jazz                         | Joe Johnson (empatado)         | Phoenix Suns           |
| 2002-03   | Yao Ming                     | Houston Rockets                   | Manu Ginóbili                  | San Antonio Spurs      |
| 2002-03   | Amare Stoudemire             | Phoenix Suns                      | Gordan Giriček                 | Memphis Grizzlies      |
| 2002-03   | Caron Butler                 | Miami Heat                        | Carlos Boozer                  | Utah Jazz              |
| 2002-03   | Drew Gooden                  | Orlando Magic                     | Jay Williams                   | Chicago Bulls          |
| 2002-03   | Nenê                         | Denver Nuggets                    | J.R. Bremer                    | Boston Celtics         |
| 2003-04   | Carmelo Anthony              | Denver Nuggets                    | Josh Howard                    | Dallas Mavericks       |
| 2003-04   | LeBron James                 | Cleveland Cavaliers               | T. J. Ford                     | Milwaukee Bucks        |
| 2003-04   | Dwyane Wade                  | Miami Heat                        | Udonis Haslem                  | Miami Heat             |
| 2003-04   | Chris Bosh                   | Toronto Raptors                   | Jarvis Hayes                   | Washington Wizards     |
| 2003-04   | Kirk Hinrich                 | Chicago Bulls                     | Marquis Daniels                | Dallas Mavericks       |
| 2004-05   | Emeka Okafor                 | Charlotte Bobcats                 | Nenad Krstić                   | New Jersey Nets        |
| 2004-05   | Dwight Howard                | Orlando Magic                     | Josh Smith                     | Atlanta Hawks          |
| 2004-05   | Ben Gordon                   | Chicago Bulls                     | Josh Childress                 | Atlanta Hawks          |
| 2004-05   | Andre Iguodala               | Philadelphia 76ers                | Jameer Nelson                  | Orlando Magic          |
| 2004-05   | Luol Deng                    | Chicago Bulls                     | Al Jefferson                   | Boston Celtics         |
| 2005-06   | Chris Paul                   | New Orleans/Oklahoma City Hornets | Danny Granger                  | Indiana Pacers         |
| 2005-06   | Charlie Villanueva           | Toronto Raptors                   | Raymond Felton                 | Charlotte Bobcats      |
| 2005-06   | Andrew Bogut                 | Milwaukee Bucks                   | Luther Head                    | Houston Rockets        |
| 2005-06   | Deron Williams               | Utah Jazz                         | Marvin Williams                | Atlanta Hawks          |
| 2005-06   | Channing Frye                | Portland Trail Blazers            | Ryan Gomes                     | Boston Celtics         |
| 2006-07   | Brandon Roy                  | Portland Trail Blazers            | Paul Millsap                   | Utah Jazz              |
| 2006-07   | Andrea Bargnani              | Toronto Raptors                   | Adam Morrison                  | Charlotte Bobcats      |
| 2006-07   | Randy Foye                   | Minnesota Timberwolves            | Tyrus Thomas                   | Chicago Bulls          |
| 2006-07   | Rudy Gay                     | Memphis Grizzlies                 | Craig Smith                    | Minnesota Timberwolves |
| 2006-07   | Jorge Garbajosa (empatado)   | Toronto Raptors                   | Rajon Rondo (empatado)         | Boston Celtics         |
| 2006-07   | LaMarcus Aldridge (empatado) | Portland Trail Blazers            | Walter Herrmann (empatado)     | Charlotte Bobcats      |
| 2006-07   | LaMarcus Aldridge (empatado) | Portland Trail Blazers            | Marcus Williams (empatado)     | New Jersey Nets        |
| 2007-08   | Al Horford                   | Atlanta Hawks                     | Jamario Moon                   | Toronto Raptors        |
| 2007-08   | Kevin Durant                 | Seattle SuperSonics               | Juan Carlos Navarro            | Memphis Grizzlies      |
| 2007-08   | Luis Scola                   | Houston Rockets                   | Thaddeus Young                 | Philadelphia 76ers     |
| 2007-08   | Al Thornton                  | Los Angeles Clippers              | Rodney Stuckey                 | Detroit Pistons        |
| 2007-08   | Jeff Green                   | Seattle SuperSonics               | Carl Landry                    | Houston Rockets        |
| 2008-09   | Derrick Rose                 | Chicago Bulls                     | Eric Gordon                    | Los Angeles Clippers   |
| 2008-09   | O. J. Mayo                   | Memphis Grizzlies                 | Kevin Love                     | Minnesota Timberwolves |
| 2008-09   | Russell Westbrook            | Oklahoma City Thunder             | Mario Chalmers                 | Miami Heat             |
| 2008-09   | Brook Lopez                  | New Jersey Nets                   | Marc Gasol                     | Memphis Grizzlies      |
| 2008-09   | Michael Beasley              | Miami Heat                        | D.J. Augustin (empatado)       | Charlotte Bobcats      |
| 2008-09   | Michael Beasley              | Miami Heat                        | Rudy Fernández (empatado)      | Portland Trail Blazers |
| 2009-10   | Brandon Jennings             | Milwaukee Bucks                   | Marcus Thornton                | New Orleans Hornets    |
| 2009-10   | Stephen Curry                | Golden State Warriors             | James Harden                   | Oklahoma City Thunder  |
| 2009-10   | Tyreke Evans                 | Sacramento Kings                  | Jonny Flynn                    | Minnesota Timberwolves |
| 2009-10   | Darren Collison              | New Orleans Hornets               | Jonas Jerebko                  | Detroit Pistons        |
| 2009-10   | Taj Gibson                   | Chicago Bulls                     | DeJuan Blair                   | San Antonio Spurs      |
| 2010-11   | Blake Griffin                | Los Angeles Clippers              | Greg Monroe                    | Detroit Pistons        |
| 2010-11   | John Wall                    | Washington Wizards                | Wesley Johnson                 | Minnesota Timberwolves |
| 2010-11   | Landry Fields                | New York Knicks                   | Eric Bledsoe                   | Los Angeles Clippers   |
| 2010-11   | DeMarcus Cousins             | Sacramento Kings                  | Derrick Favors                 | Utah Jazz              |
| 2010-11   | Gary Neal                    | San Antonio Spurs                 | Paul George                    | Indiana Pacers         |
| 2011-12   | Kyrie Irving                 | Cleveland Cavaliers               | Isaiah Thomas                  | Sacramento Kings       |
| 2011-12   | Ricky Rubio                  | Minnesota Timberwolves            | MarShon Brooks                 | New Jersey Nets        |
| 2011-12   | Kenneth Faried               | Denver Nuggets                    | Chandler Parsons               | Houston Rockets        |
| 2011-12   | Klay Thompson                | Golden State Warriors             | Tristan Thompson               | Cleveland Cavaliers    |
| 2011-12   | Kawhi Leonard (empatado)     | San Antonio Spurs                 | Tristan Thompson               | Cleveland Cavaliers    |
| 2011-12   | Iman Shumpert (empatado)     | New York Knicks                   | Derrick Williams               | Minnesota Timberwolves |
| 2011-12   | Brandon Knight (empatado)    | Detroit Pistons                   | Derrick Williams               | Minnesota Timberwolves |
| 2012-13   | Damian Lillard               | Portland Trail Blazers            | Andre Drummond                 | Detroit Pistons        |
| 2012-13   | Bradley Beal                 | Washington Wizards                | Jonas Valančiūnas              | Toronto Raptors        |
| 2012-13   | Anthony Davis                | New Orleans Hornets               | Michael Kidd-Gilchrist         | Charlotte Bobcats      |
| 2012-13   | Dion Waiters                 | Cleveland Cavaliers               | Kyle Singler                   | Detroit Pistons        |
| 2012-13   | Harrison Barnes              | Golden State Warriors             | Tyler Zeller                   | Cleveland Cavaliers    |
| 2013-14   | Michael Carter-Williams      | Philadelphia 76ers                | Kelly Olynyk                   | Boston Celtics         |
| 2013-14   | Victor Oladipo               | Orlando Magic                     | Giannis Antetokounmpo          | Milwaukee Bucks        |
| 2013-14   | Trey Burke                   | Utah Jazz                         | Gorgui Dieng                   | Minnesota Timberwolves |
| 2013-14   | Mason Plumlee                | Brooklyn Nets                     | Cody Zeller                    | Charlotte Bobcats      |
| 2013-14   | Tim Hardaway Jr.             | New York Knicks                   | Steven Adams                   | Oklahoma City Thunder  |
| 2014-15   | Andrew Wiggins               | Minnesota Timberwolves            | Marcus Smart                   | Boston Celtics         |
| 2014-15   | Nikola Mirotić               | Chicago Bulls                     | Zach LaVine                    | Minnesota Timberwolves |
| 2014-15   | Nerlens Noel                 | Philadelphia 76ers                | Bojan Bogdanović               | Brooklyn Nets          |
| 2014-15   | Elfrid Payton                | Orlando Magic                     | Jusuf Nurkić                   | Denver Nuggets         |
| 2014-15   | Jordan Clarkson              | Los Angeles Lakers                | Langston Galloway              | New York Knicks        |
| 2015-16   | Karl-Anthony Towns           | Minnesota Timberwolves            | Justise Winslow                | Miami Heat             |
| 2015-16   | Kristaps Porziņģis           | New York Knicks                   | D'Angelo Russell               | Los Angeles Lakers     |
| 2015-16   | Devin Booker                 | Phoenix Suns                      | Emmanuel Mudiay                | Denver Nuggets         |
| 2015-16   | Nikola Jokić                 | Denver Nuggets                    | Myles Turner                   | Indiana Pacers         |
| 2015-16   | Jahlil Okafor                | Philadelphia 76ers                | Willie Cauley-Stein            | Sacramento Kings       |
| 2016-17   | Malcolm Brogdon              | Milwaukee Bucks                   | Jamal Murray                   | Denver Nuggets         |
| 2016-17   | Dario Šarić                  | Philadelphia 76ers                | Jaylen Brown                   | Boston Celtics         |
| 2016-17   | Joel Embiid                  | Philadelphia 76ers                | Marquese Chriss                | Phoenix Suns           |
| 2016-17   | Buddy Hield                  | Sacramento Kings                  | Brandon Ingram                 | Los Angeles Lakers     |
| 2016-17   | Willy Hernangómez            | New York Knicks                   | Yogi Ferrell                   | Dallas Mavericks       |
| 2017-18   | Ben Simmons                  | Philadelphia 76ers                | Lonzo Ball                     | Los Angeles Lakers     |
| 2017-18   | Donovan Mitchell             | Utah Jazz                         | Dennis Smith Jr.               | Dallas Mavericks       |
| 2017-18   | Jayson Tatum                 | Boston Celtics                    | Bogdan Bogdanović              | Sacramento Kings       |
| 2017-18   | Kyle Kuzma                   | Los Angeles Lakers                | Josh Jackson                   | Phoenix Suns           |
| 2017-18   | Lauri Markkanen              | Chicago Bulls                     | John Collins                   | Atlanta Hawks          |
| 2018-19   | Luka Dončić                  | Dallas Mavericks                  | Shai Gilgeous-Alexander        | Los Angeles Clippers   |
| 2018-19   | Trae Young                   | Atlanta Hawks                     | Collin Sexton                  | Cleveland Cavaliers    |
| 2018-19   | Deandre Ayton                | Phoenix Suns                      | Landry Shamet                  | Los Angeles Clippers   |
| 2018-19   | Jaren Jackson Jr.            | Memphis Grizzlies                 | Mitchell Robinson              | New York Knicks        |
| 2018-19   | Marvin Bagley III            | Sacramento Kings                  | Kevin Huerter                  | Atlanta Hawks          |
| 2019-20   | Ja Morant                    | Memphis Grizzlies                 | Tyler Herro                    | Miami Heat             |
| 2019-20   | Kendrick Nunn                | Miami Heat                        | Terence Davis                  | Toronto Raptors        |
| 2019-20   | Brandon Clarke               | Memphis Grizzlies                 | Coby White                     | Chicago Bulls          |
| 2019-20   | Zion Williamson              | New Orleans Pelicans              | P. J. Washington               | Charlotte Hornets      |
| 2019-20   | Eric Paschall                | Golden State Warriors             | Rui Hachimura                  | Washington Wizards     |
| 2020-21   | LaMelo Ball                  | Charlotte Hornets                 | Immanuel Quickley              | New York Knicks        |
| 2020-21   | Anthony Edwards              | Minnesota Timberwolves            | Desmond Bane                   | Memphis Grizzlies      |
| 2020-21   | Tyrese Haliburton            | Sacramento Kings                  | Isaiah Stewart                 | Detroit Pistons        |
| 2020-21   | Saddiq Bey                   | Detroit Pistons                   | Isaac Okoro                    | Cleveland Cavaliers    |
| 2020-21   | Jae'Sean Tate                | Houston Rockets                   | Patrick Williams               | Chicago Bulls          |
| 2021-22   | Scottie Barnes               | Toronto Raptors                   | Herbert Jones                  | New Orleans Pelicans   |
| 2021-22   | Evan Mobley                  | Cleveland Cavaliers               | Chris Duarte                   | Indiana Pacers         |
| 2021-22   | Cade Cunningham              | Detroit Pistons                   | Bones Hyland                   | Denver Nuggets         |
| 2021-22   | Franz Wagner                 | Orlando Magic                     | Ayo Dosunmu                    | Chicago Bulls          |
| 2021-22   | Jalen Green                  | Houston Rockets                   | Josh Giddey                    | Oklahoma City Thunder  |
| 2022-23   | Paolo Banchero               | Orlando Magic                     | Jalen Duren                    | Detroit Pistons        |
| 2022-23   | Walker Kessler               | Utah Jazz                         | Tari Eason                     | Houston Rockets        |
| 2022-23   | Bennedict Mathurin           | Indiana Pacers                    | Jaden Ivey                     | Detroit Pistons        |
| 2022-23   | Keegan Murray                | Sacramento Kings                  | Jabari Smith Jr.               | Houston Rockets        |
| 2022-23   | Jalen Williams               | Oklahoma City Thunder             | Jeremy Sochan                  | San Antonio Spurs      |
| 2023-24   | Victor Wembanyama            | San Antonio Spurs                 | Dereck Lively II               | Dallas Mavericks       |
| 2023-24   | Chet Holmgren                | Oklahoma City Thunder             | GG Jackson II                  | Memphis Grizzlies      |
| 2023-24   | Brandon Miller               | Charlotte Hornets                 | Keyonte George                 | Utah Jazz              |
| 2023-24   | Jaime Jaquez Jr.             | Miami Heat                        | Amen Thompson                  | Houston Rockets        |
| 2023-24   | Brandin Podziemski           | Golden State Warriors             | Cason Wallace                  | Oklahoma City Thunder  |
| 2024-25   | Stephon Castle               | San Antonio Spurs                 | Matas Buzelis                  | Chicago Bulls          |
| 2024-25   | Zach Edey                    | Memphis Grizzlies                 | Bub Carrington                 | Washington Wizards     |
| 2024-25   | Zaccharie Risacher           | Atlanta Hawks                     | Donovan Clingan                | Portland Trail Blazers |
| 2024-25   | Alexandre Sarr               | Washington Wizards                | Yves Missi                     | New Orleans Pelicans   |
| 2024-25   | Jaylen Wells                 | Memphis Grizzlies                 | Kel'el Ware                    | Miami Heat             |